# カンピョーネ・ディターリア
カンピョーネ・ディターリア（伊: Campione d'Italia）は、イタリア共和国ロンバルディア州コモ県に属する、人口約1,900人の基礎自治体（コムーネ）。ルガーノ湖のほとりに位置する町で、周囲をスイス領に囲まれたイタリアの飛び地である。
その地理的条件から、経済や公共サービスはスイスと一体化している。町の公式通貨はスイス・フランであり、欧州連合の関税制度上特殊な地域となっている。また、公営カジノがあったことでも知られている。

## 名称
町の名のカナ転記には、「カンピオーネ・ディタリア」なども用いられる。
ローマ時代、Campiglio あるいは Campilionum と記された兵営都市の名がこの町の名の起源である。その名はラテン語「野」campus に関連付けられる。
なお、イタリア語の Campione （カンピオーネ、カンピョーネ）は、英語の Champion（チャンピオン）に相当する言葉でもある。優勝者の意味の語の語源も、campus である。

## 地理

### 位置・広がり

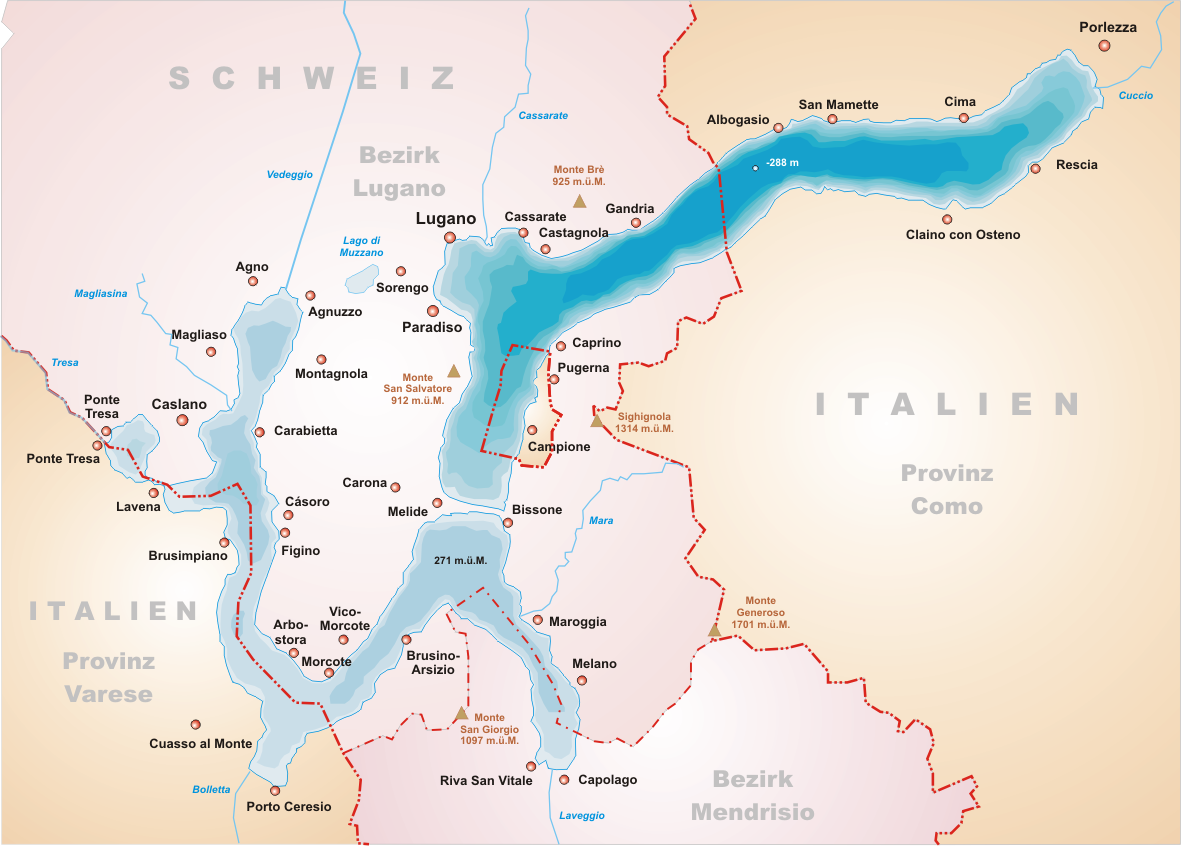
中央部の飛び地がカンピョーネ・ディターリア

コモ県中部の西方に位置するイタリア領の飛び地で、周囲はスイス領ティチーノ州に囲まれている。ルガーノ湖畔にあり、対岸はティチーノ州最大の都市ルガーノである。ルガーノからは湖を隔てて南南東へ4km、ヴァレーゼから北東へ20km、県都コモから北北西へ20km、州都ミラノからは北北西へ59kmの距離にある。
この飛び地とイタリア本土は、最も近いところで 約1km 離れている。しかし、山地によって隔てられているために、この町から最も近いイタリアの町ランツォ・ディンテルヴィまでは14 km、県都コモまでは28kmの陸路をたどらなければならず、途中スイス領に足を踏み入れることになる。ルガーノ湖畔にはイタリア領になっている場所もあるので、湖を隔てた飛び地とも言える。

#### 隣接コムーネ
隣接するコムーネ（湖水を隔てたものも含む）は以下の通り。CHはスイス領、CH-TIはティチーノ州所属を示す。
| - ルガーノ (CH-TI) - 北 - アロニョ (CH-TI) - 東 - ビッソーネ (CH-TI) - 南 - メリデ (CH-TI) - 南西 - パラディーゾ (CH-TI) - 北西 |

隣接コムーネはいずれもティチーノ州のルガーノ郡に属する。

### 地勢
西にルガーノ湖に面し、東には山のそびえる町である。

### 地震分類
イタリアの地震リスク階級 (it) では、4 に分類される
。
- 対岸からの眺め
- 町の入口にある独立広場（Piazza Indipendenza）

## 歴史

### 古代
この地へ人が定住するようになった時期は、紀元前1世紀までさかのぼる。ローマ人たちが、ヘルウェティイ族の攻撃からローマの領土を守るために築いた Campiglio あるいは Campilionum とよばれる兵営都市が、この町の起源となっている。

### 中世
中世にはランゴバルド人（ロンバルディア）の支配下に入った。6世紀末から7世紀初頭にかけて、教皇グレゴリウス1世のもとカトリックの威信が高まったことで、この地にも改宗や教会への寄進の動きがあらわれるようになった。聖人ヴェローナのゼノ (Zeno of Verona) のためのバシリカ（聖堂）のための寄進について記した756年付けの文書が残っている。777年、この地のロンバルディア系有力者である Totone da Campione は死に際し、土地をミラノのサン・アンブロージョ修道院に寄進している。このことがこの町がイタリア領に残った要因といわれている。
中世においてカンピョーネは、コモやインテルヴィ (it:Val d'Intelvi) （現在はいずれもコモ県）と並んですぐれた石工の出身地として知られた。12世紀から14世紀まで、"Maestri campionesi"（カンピョーネの工人）と呼ばれた職人たちの活動範囲は、イタリア北部のポー川流域を中心に、アルプス以北、フランス、イベリアにまで及んでいる。これには、山岳地帯の環境が過酷であるために、生計の場を外に求めざるを得なかったことが要因であるという。カンピョーネにルーツを持つ職人たちの移動とその建築・彫刻様式の伝承・変容は研究者の議論の活発な対象となっている。著名な人物には、14世紀後半のボニーノ・ダ・カンピオーネ (it:Bonino da Campione) 、モデナ大聖堂に携わったアンセルモ・ダ・カンピオーネ (it:Anselmo da Campione) 、ベルガモのサンタ・マリア・マッジョーレ教会に関わったジョヴァンニ・ダ・カンピオーネ (it:Giovanni da Campione) などの名が挙げられる。一方で、かれらの出身地であるカンピョーネに大規模な建築工房が設けられたことはなかった。ひとたび石工として村を出た人々が村に帰ることはなかったという。
16世紀初頭、ミラノ公国の支配下にあったティチーノ州はスイス連邦に併合されたが、修道院領であったカンピョーネはこれに加わらなかった。村自体についての詳細な記録はほとんど残されておらず、1596年に東南に隣接するアロニョとの土地をめぐる紛争があったことが知られる程度である。

### 近代

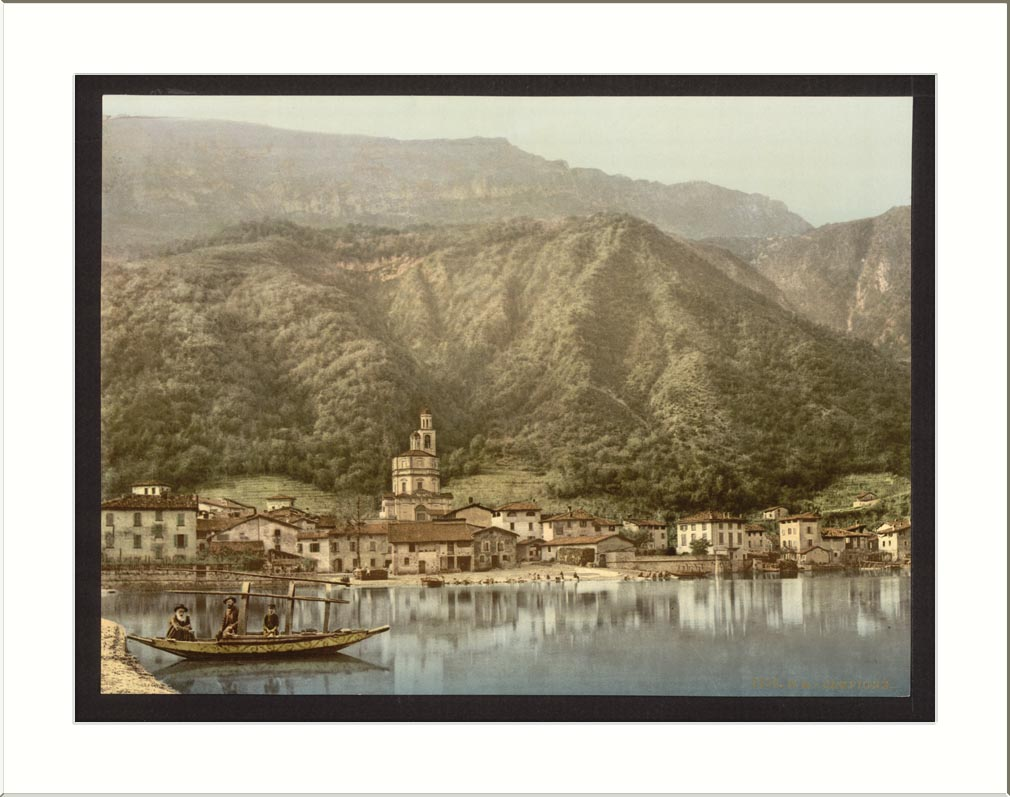
19世紀末のカンピョーネ

18世紀末、ナポレオン・ボナパルトのフランス軍がスイス・イタリアに侵入した（フランスのスイス侵攻 (1798年)参照）。衛星国家として、1797年に北イタリアにチザルピーナ共和国が、1798年にスイスにはヘルヴェティア共和国がそれぞれ設立されたが、このときカンピョーネはチザルピーナ共和国に組み込まれた。チザルピーナ共和国はイタリア共和国、イタリア王国と変遷してナポレオンの没落とともに崩壊してオーストリアの影響下に置かれ、ロンバルド＝ヴェネト王国の一部となった。
1859年、第二次イタリア独立戦争によって、ロンバルディアはイタリアの一部（ロンバルディア州）となり、この町はイタリアの領土となった。
町の名に「ディターリア」（イタリアの）が付け加えられたのは、1933年12月、ベニート・ムッソリーニ首相によってである。ムッソリーニはこの町をイタリアのショーウィンドウにすることに熱心であった。

## 社会

### 経済・産業

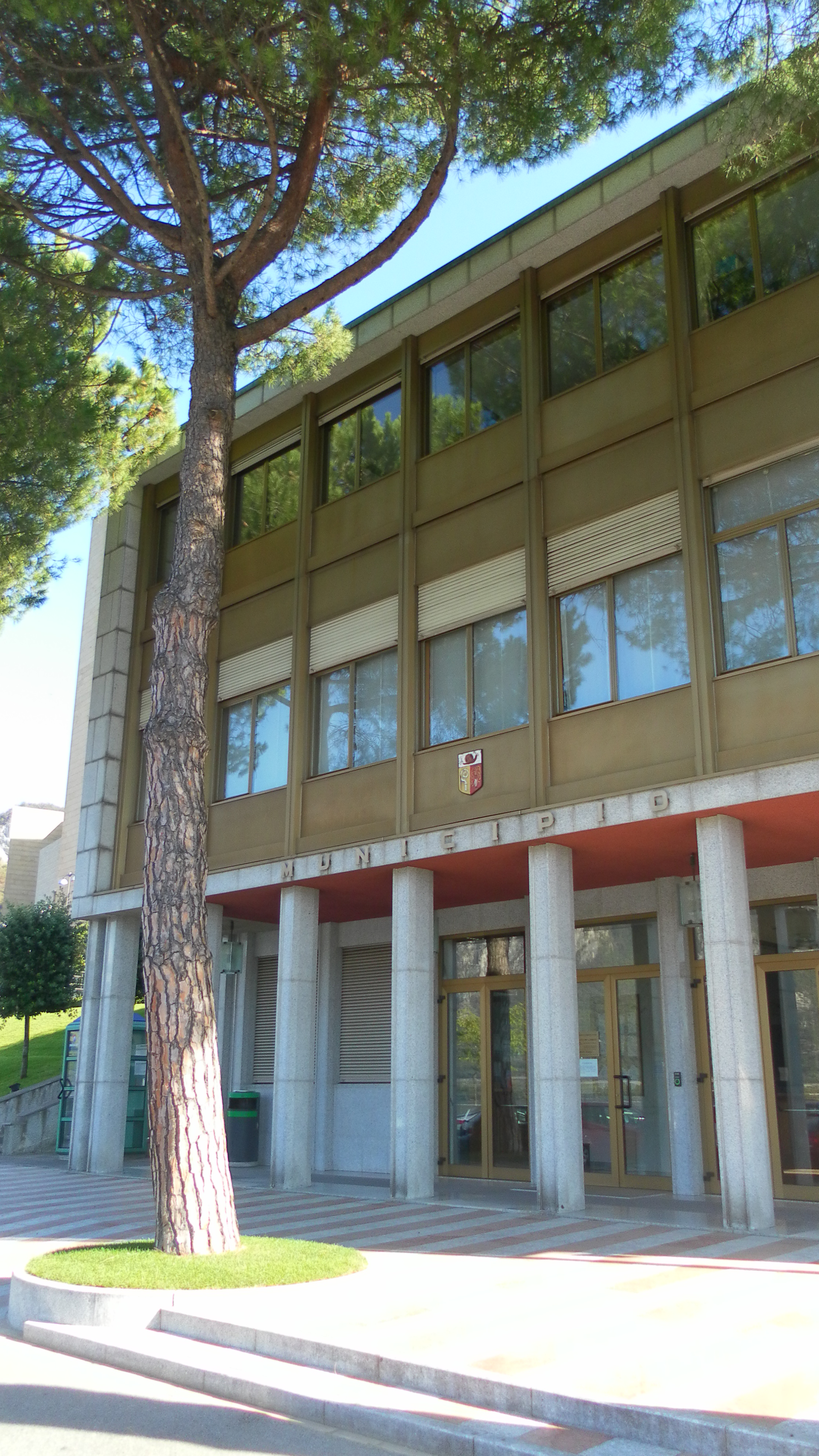
町役場

カンピョーネ・ディターリアは、EU加盟国であるイタリアの領土であるが、スイス（EU非加盟国）に囲まれた飛び地という特殊な地理的条件から、EU関税同盟に含まれず、EU付加価値税 (European Union value added tax) の除外区域となっている（欧州連合加盟国の特別領域参照）。同様に特殊な位置づけとなっているイタリアの町には、リヴィーニョ（ソンドリオ県）がある。
経済の大部分はスイスと一体化している。ユーロも広く流通しているが、町の公式通貨はスイス・フランである。この町の住民は関税に関してスイス側の法に従っており、車のナンバープレートもイタリアのもの（CO：コモ県）ではなくスイス（TI：ティチーノ県）のものである。

#### カジノ
この町は、公営カジノ「カジノ・ディ・カンピョーネ」 (it:Casinò di Campione)  でも有名である。イタリア政府が所有する「カジノ・ディ・カンピョーネ」は1933年に開設された。1999年には改築され、面目を一新している。
この町のギャンブルに関する規制は、スイス・イタリア本土双方よりも緩くなっている。この町ではカジノの賭け金は無制限である。
2018年7月27日に破産し、現在は建物が閉鎖されている。

### 公共サービス
相互協定により、この町に住むイタリア国民は、スイスにある施設やスイスのサービスを、スイス国民と同等に受けることができる。
町内の電話もほとんどが Swisscom のサービスを受けており、イタリア本土との電話は国際電話扱いとなる。例外は町役場にある電話くらいである。スイス以外の国からこの町に電話をかけるには、スイスの国番号（+41）と市外局番（91）をつけなければならない。
郵便についても、イタリアの郵便番号（I-22060）のほかにスイスの郵便番号（CH-6911）が割り当てられている。住民たちは郵便物がイタリア宛かスイス宛かによって、番号を使い分けている。